# Volkmar Kühns

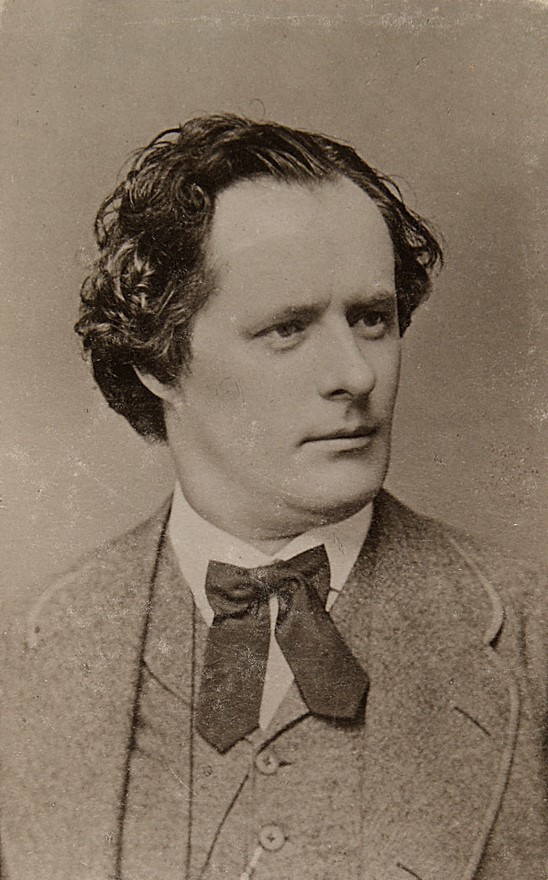
Volkmar Kühns um 1873

Carl Paul Volkmar Kühns (* 5. August 1832 in Berlin; † 23. April 1905 in Braunschweig) war ein deutscher Schauspieler.

## Leben
Volkmar Kühns wurde als zweiter Sohn des Registrators Friedrich Wilhelm Carl Kühns geboren. Bei der Geburt seines älteren Halbbruders und späteren Jura-Professors Friedrich Julius Kühns starb die erste Frau seines Vaters. Auf dem Berliner Friedrich-Wilhelm-Gymnasium fiel einem Lehrer das schauspielerische Talent von Volkmar Kühns auf. Dieser selbst berichtete darüber: „Eine klare, lebendige Darstellung in fließendem Vortrag und correktem Deutsch fand sein Wohlgefallen.“ Mit einigen Klassenkameraden gründete er eine „Dilettantenbühne„“, die alle vierzehn Tage „am Sonntag eine Reihenfolge von Scenen, die der weiblichen Mitwirkung entbehren konnten, zur Aufführung brachte.“ Der angesehene Hofschauspieler Fr... (Franz) empfahl nach dem Besuch einer Aufführung den mit ihm befreundeten Eltern Kühns, „.... an einem Berliner Liebhabertheater die Tragweite meines Talentes, die Dauerhaftigkeit meiner Neigung zu erproben“. Mit Zustimmung der Eltern schloss sich Volkmar Kühns dem Berliner Liebhabertheater „Urania“ als Naturbursche und jugendlicher Liebhaber an.
Mit 20 Jahren erhielt Volkmar Kühns seine erste Anstellung bei einer in Arnstadt (Thüringen) beheimateten reisenden Theater-Gesellschaft. Sein Talent als jugendlicher Naturbursche brachte ihm bis 1855 weitere Engagements in Görlitz, Dessau und Stettin. In Lübeck wurde er als Darsteller von „ersten Intriguants und Charakterrollen“ engagiert. Dieses Rollenfach entwickelte er nun in den kommenden Jahren zu einer überzeugenden Darstellung. Köln und Leipzig waren weitere Stationen in seiner Bühnenlaufbahn. Als der Direktor des Leipziger Stadttheaters, Rudolph Wirsing, 1864 nach Prag wechselte und dort die Direktion des Deutschen Königlichen Landestheaters übernahm, folgte ihm Volkmar Kühns. Mit der Aufführung von Goethes „Faust“ und mit Kühns in der Rolle des „Mefisto“ begann eine neue Theaterära in Prag. „Einen durchwegs günstigen Eindruck machte zunächst Kühns, dem es ein Leichtes wurde, in dem seit Jahren ungenügend vertretenen Charakterfache Fuß zu fassen“. Neben seiner Beschäftigung als Darsteller vieler weiterer Charaktere übernahm Volkmar Kühns auch Regiearbeiten und trat dem Prager Konservatorium als Lehrkraft bei. 1876 folgten Engagements in Wiesbaden und Hamburg. 1893 kehrte Kühns wieder nach Prag zurück und blieb dem Ensemble bis zur Beendigung seiner Bühnenlaufbahn 1894 treu. An seinem Lebensende lebte er in Braunschweig.
Wie sehr Volkmar Kühns von seinen Kollegen in Prag geschätzt wurde, zeigt seine langjährige Mitarbeit im örtlichen Vorstand der „Genossenschaft deutscher Bühnen-Angehörigen“ und im Schiedsgericht des Königlichen Deutschen Landes-Theaters und des Neuen Deutschen Theaters.

## Engagements
- 1851/52: Arnstadt (Thüringen), Reisende Gesellschaft
- 1852: Berlin, Sommertheater im Sommergarten der Gebrüder Hennig
- 1852/53: Görlitz, Stadttheater
- 1853: Berlin, Sommertheater im Sommergarten der Gebrüder Hennig
- 1853/54: Dessau, Herzogliches Hoftheater
- 1854/55: Stettin, Stadttheater
- 1855/56: Lübeck, Stadttheater und Tivoli-Theater
- 1856/58: Köln, Stadttheater
- 1858/64: Leipzig, Stadttheater
- 1864/76: Prag, Deutsches Königliches Landestheater
- 1876/80: Wiesbaden, Königliches Theater
- 1880/83: Hamburg, Thalia-Theater
- 1883/94: Prag, Deutsches Königliches Landestheater
- Gastspiele in:
  - 1868: Berlin, Königliche Theater
  - 1872: Kolberg, Actien-Theater
  - 1873: Wien, Stadttheater[6]
  - 1873: Reichenberg (Böhmen), Stadttheater
  - 1875: Leitmeritz (Böhmen), Stadttheater und Wiesbaden, Königliches Theater (1875)
  - 1879: Frankfurt am Main, Stadttheater
  - 1880: Frankfurt am Main, Vereinigte Stadttheaters und Hamburg, Thalia-Theater
  - 1888: Mitwirkung im Deutschen Sommertheater, Prag

## Rollen in Prag (ab 1864, Auswahl)
- Matthias Ferner in „Der Meineidbauer“, Volksstück von Franz Anzengruber
- Barnau in „Die zärtlichen Verwandten“, Lustspiel von Roderich Benedix
- Tjälde in „Ein Fallissement“, Schauspiel von Björnstjerne Björnson
- Vater Duval in „Die Kameliendame“, Drama von Alexandre Dumas
- Mephisto in „Faust“, Tragödie von Johann Wolfgang von Goethe
- Bancbanus in „Ein treuer Diener seines Herrn“, Drama von Franz Grillparzer
- Kreon in „Medea“, Drama von Franz Grillparzer
- Graf Thorane in „Der Königsleutnant“, Lustspiel von Karl Ferdinand Gutzkow
- Massow in „Hans Lange“, Schauspiel von Paul Heyse
- Beethoven in „Adelaide“, Genrebild mit Gesang von Hugo Müller
- Rabagas in „Rabagas“, Komödie von Victorien Sardou
- Talbot in „Die Jungfrau von Orleans“, Drama von Friedrich Schiller
- Buttler in „Wallensteins Tod“, Drama von Friedrich Schiller
- Wilhelm Cecil, Baron von Burleigh in „Maria Stuart“, Drama von Friedrich Schiller
- Boris Godunow in „Demetrius“, Drama von Friedrich Schiller
- Stadtmusikus Miller in „Kabale und Liebe“, Drama von Friedrich Schiller
- Perin, Hofnarr in „Donna Diana“, Lustspiel von Joseph Schreyvogel
- Menenius in „Coriolanus“, Tragödie von William Shakespeare
- Bondini, Theaterdirektor in „Don Juan in Prag“, Anlassstück zum 100. Jubiläum der Oper in Prag von Heinrich von Zimmermann